# Nandopsis tetracanthus
Nandopsis tetracanthus is een straalvinnige vissensoort uit de familie van cichliden (Cichlidae). De wetenschappelijke naam van de soort is voor het eerst geldig gepubliceerd in 1831 door Valenciennes.